# Corpuscles de Hassall
Els corpuscles de Hassall (o corpuscles tímics) són estructures que es troben a la medul·la del tim humà, estan formats a partir de cèl·lules reticulars epitelials eosinòfiles del tipus VI disposades de forma concèntrica. Aquests corpuscles concèntrics estan formats per un cos central, el qual està compost d'una o més cèl·lules granulars, a més, compten amb una càpsula al seu voltant formada per cèl·lules epitelioides. El seu diàmetre va duns 20 μm a més de 100 μm, a més, tendeixen a créixer amb l'edat. Poden ser esfèriques o ovoides i les seues cèl·lules epitelials contenen queratohialina i feixos de fibres citoplasmàtiques. Estudis recents indiquen que els corpuscles de Hassall es diferenciarien a partir de les cèl·lules epitelials tímiques medul·lars amb la pèrdua de l'expressió del regulador autoimmune (AIRE). Això els converteix en un exemple de cèl·lules mimètiques tímiques. El nom que té aquesta estructura ve del nom del seu descobridor: Arthur Hill Hassall. Foren descoberts el 1846.
La funció dels corpuscles de Hassall no està clara hui dia. Es desconeix en part per l'absència d'aquesta estructura en el tim de la majoria de les espècies murines, la qual cosa ha endarrerit l'estudi del seu funcionament. Se sap que els corpuscles de Hassall són una font potent de la citocina TSLP . In vitro, el TSLP dirigeix la maduració de les cèl·lules dendrítiques i augmenta la capacitat de les cèl·lules dendrítiques per convertir els timocits naïf en un llinatge de cèl·lules T reguladores Foxp3+. Es desconeix si aquesta és exactament la funció fisiològica dels corpuscles de Hassall in vivo .
En l'última dècada, els investigadors van trobar autoantígens específics dels teixits als corpuscles de Hassall i van revelar el seu paper en la patogènesi de malalties com la diabetis tipus 1, l'artritis reumatoide, l'esclerosi múltiple, la tiroïditis autoimmune, la síndrome de Goodpasture i altres. També van descobrir que els corpuscles de Hassall sintetitzen quimiocines que afecten diferents poblacions cel·lulars de la medul·la tímica. Malgrat això, la informació sobre la relació entre els corpuscles de Hassall amb altres tipus cel·lulars de la medul·la tímica (cèl·lules dendrítiques, mioides, neuroendocrines, timòcits, macròfags, eosinòfils, etc.) segueix sent insuficient i sovint contradictòria. Els mecanismes d'aquestes relacions i la seua importància funcional encara no estan clars. La manca d'aquestes dades no permet una visió sistèmica dels processos de diferenciació en el tim.